# Kazuaki Koezuka
Kazuaki Koezuka (肥塚 一晃 Koezuka Kazuaki?), född 10 februari 1967 i Osaka prefektur, är en japansk tidigare fotbollsspelare.
Koezuka började sin karriär 1989 i Matsushita Electric (Gamba Osaka). Med Matsushita Electric vann han japanska cupen 1990. Efter Gamba Osaka spelade han för Kyoto Purple Sanga. Han avslutade karriären 1994.